# Aerosani

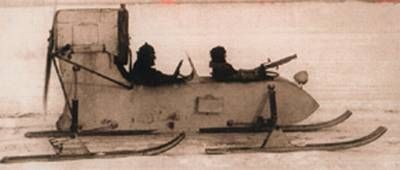
Kleinerer Typ RF-8 (= GAZ-98)

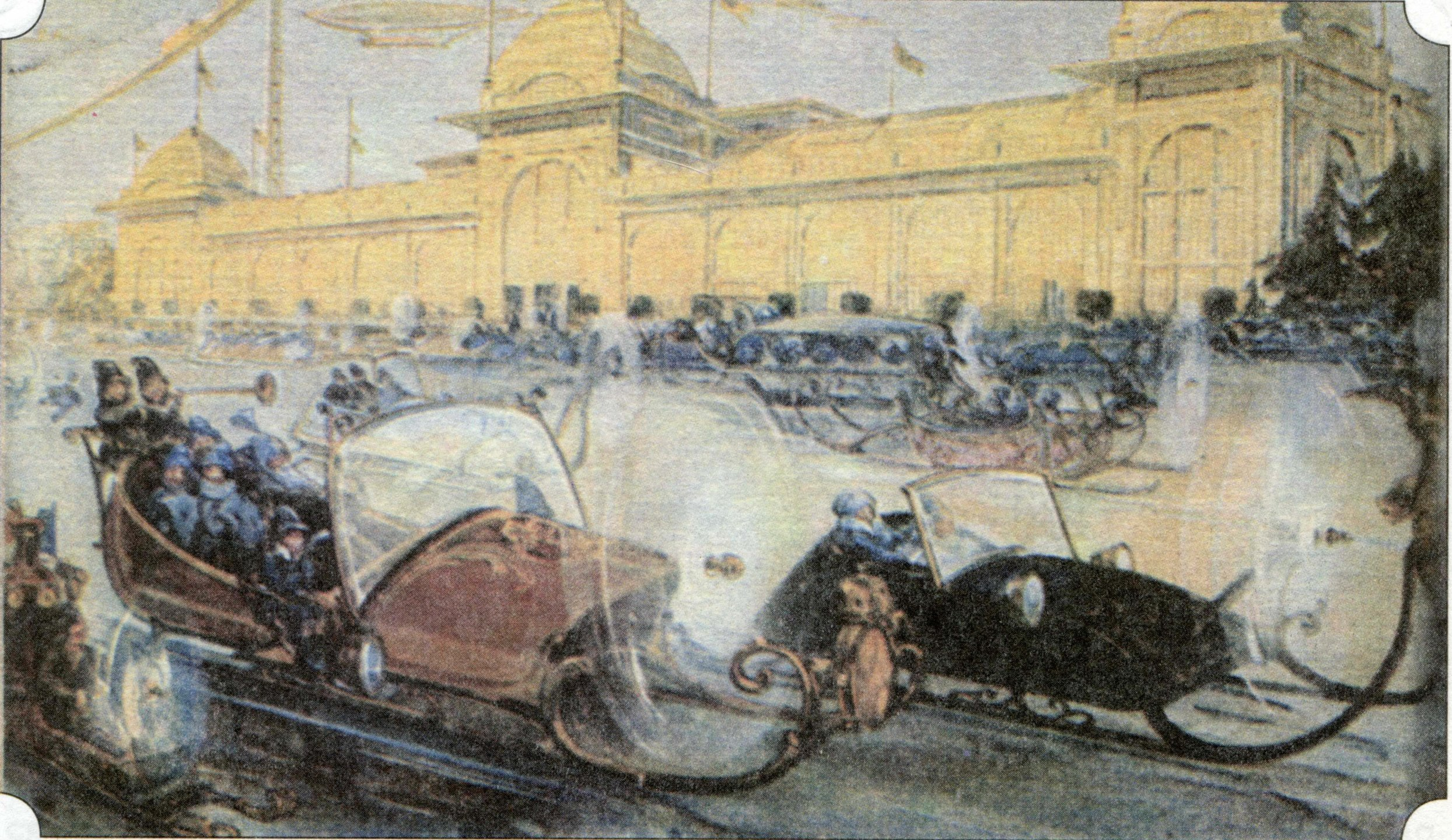
So stellte man sich 1914 das Jahr 2259 vor: mit Aerosani (mit Zugpropellern) auf den Straßen von Moskau – vor dem Belarussischen Bahnhof

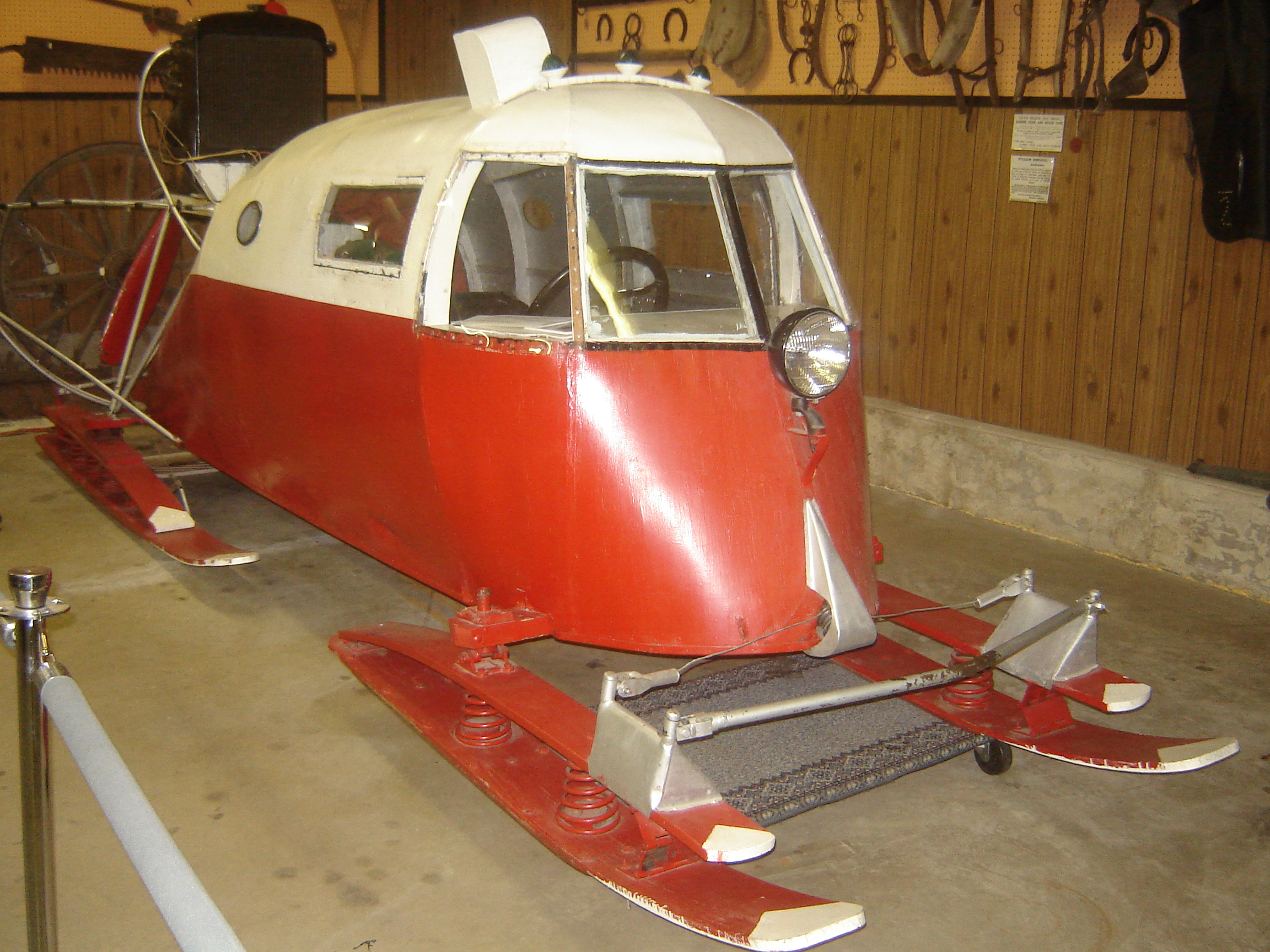
Propellerschlitten in einem kanadischen Museum

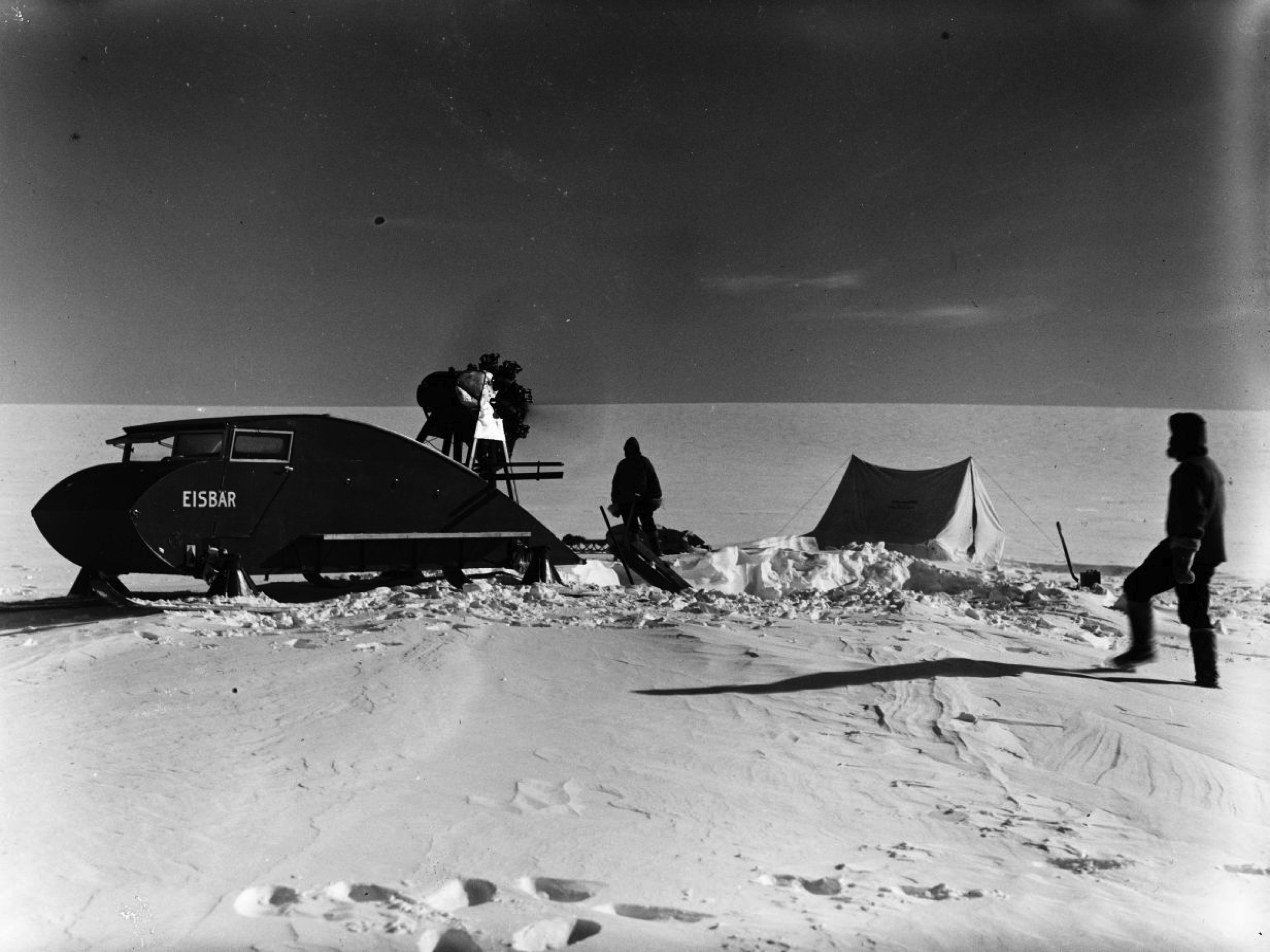
Motorschlitten „Eisbär“ während der Deutschen Grönlandexpedition von Alfred Wegener (1930). Dieser Typ Propellerschlitten wurde in Finnland von der Staatlichen Finnischen Flugzeugfabrik hergestellt – ursprünglich zur Überquerung des Bottnischen Meerbusens gedacht. Die Maße des Propellerschlittens betrugen ungefähr 2 × 6 m. Die Kabine war für 2 Piloten. Konstruktion: Stahlrahmen mit Sperrholz; Motor: Siemens Sh 12 (112 PS); Schlittengewicht ohne Motor: 250 kg

Aerosani (russisch аэросани, immer im Plural, keine Singularform; „Luftschlitten“), auch bekannt unter der Bezeichnung Propellerschlitten, sind Schneefahrzeuge mit Kufen und Propellerantrieb.
Aerosani wurden von der Roten Armee im sowjetisch-finnischen Winterkrieg und im Zweiten Weltkrieg verwendet.
Sie fuhren auf drei bis vier Kufen und waren mit einem Druckpropeller ausgestattet, der von einem Verbrennungsmotor angetrieben wurde. Dieses Transportmittel war zur Fortbewegung auf Schnee und Eis vorgesehen. Die Geschwindigkeit betrug, je nach Stärke des Motors und Beladungszustand, 25 bis 140 km/h.
Luftschlitten (Propellerschlitten) wurden in folgenden Ländern produziert: Russland, Sowjetunion, Finnland, Großbritannien, Kanada, Norwegen und Schweiz.

## Anfänge
Die ersten Aerosani wurden 1903 entwickelt und fanden weite Verbreitung. Die Zeitschrift „Wosduchoplawatel“ (russisch Воздухоплаватель „Luftschiffer“) gab 1905 Sergej Neschdanowski (Сергей Сергеевич Неждановский) als Erfinder dieser „Schlitten mit Luftschraube für die Fortbewegung über Schneeflächen“ an. Das erste Modell war ein leichter Schlitten, auf dem ein Verbrennungsmotor mit Luftschraube montiert war. Bereits 1907 wurde in der Moskauer Fabrik „Duks“ ein „Ski-Auto“ von J. A. Meller (Ю. А. Меллер) gebaut und erprobt, das er gemeinsam mit dem Ingenieur A. D. Dokutschajew (А. Д. Докучаев) konstruiert hatte. Ein Jahr später wurde dieses Mobil Aerosani (Aero: „Luft“, Sani: „Schlitten“) genannt. Die Konstruktion erwies sich als sehr wertvoll für Russland mit seinen grenzenlosen Weiten, die oft über viele Monate eingeschneit sind. Eine Reihe von Gebieten im Norden Russlands wurden erst durch diesen mechanischen Transportschlitten zugänglich.
Großfürst Kyrill von Russland ließ sich 1911 nach eigenen Entwürfen einen Motorschlitten mit Zugpropeller bauen. Dieses offene Fahrzeug für zwei Personen war eher ein Motorsportgerät. Es hatte einen Sechszylindermotor, war bis zu 70 km/h schnell und hatte einen gekapselten Frontpropeller nach dem „System-Coando“.

## Produktion
Im Januar 1910 erprobte der später als Flugzeugkonstrukteur bekannte Igor Sikorski einen Aerosani eigener Konstruktion.
Die erste Serienproduktion wurde 1912 aufgenommen, als auf Bestellung des Russischen Kriegsministeriums in einem russisch-baltischen Werk eine Partie Transportschlitten hergestellt wurde. Zu dieser Zeit richtete man auch in anderen Ländern seine Aufmerksamkeit auf die Luftschlitten, unter anderem in Frankreich, Österreich und Deutschland. Als der Erste Weltkrieg ausbrach, wurden die Aerosani auch an der Front eingesetzt.
Bereits im Winter 1914/15 wurden sie für die Aufklärung, Kommunikation und andere operative Aufgaben eingesetzt. Auch in der deutschen Armee waren sie im Einsatz. Hindenburg erkannte, dass die „Schnee-Automobile“ in Russland mit seinem sehr schwach entwickelten Straßennetz eine unschätzbare Hilfe für die deutschen Truppen darstellten.
Deshalb verfolgte er bereits in den Jahren vor dem Krieg aufmerksam die Entwicklungsarbeiten in dieser Richtung und war an der Erprobungen und der Einführung der Luftschlitten beteiligt. Mitte 1915 ordnete der „Allrussische Kreisverband“ (russisch Всероссийский земский союз, kurz ВЗС; eine Organisation der Gouvernements und Landkreise – Semstwa – die kranken und verwundeten Soldaten half, gegründet am 30. Juli 1914 in Moskau, von liberalen Gutsbesitzern und der reichen städtischen Oberschicht; Teil des Semgor, russisch Земгор, das für die Versorgung der Kaiserlich Russischen Armee zuständige Hauptkomitee) die Produktion von Luftschlitten für die russischen Fronttruppen an.
Im Winter 1915/16 wurden 24 Aerosani hergestellt. Am Entwurf und der Herstellung war der Leiter der Automobilabteilung des „Allrussischen Kreisverbandes“ N. R. Brilling beteiligt, sowie die Ingenieure seiner Abteilung: A. S. Kusina und A. A. Archangelski. Ein Teil dieser Luftschlitten wurde mit einem Maschinengewehr ausgestattet, die anderen waren für den Abtransport von Verwundeten vorgesehen. Der Einsatz dieser Luftschlitten an der Front zeigte, dass sie erfolgreich bei Kampfaufgaben eingesetzt werden können, sowie für die operative Kommunikation, den Transport von Munition und weitere Transportaufgaben.

## Bürgerkrieg
Während des Russischen Bürgerkriegs (1917/18 bis 1920) wurden einige Aerosani, die noch von der Automobilabteilung des „Allrussischen Kreisverbandes“ gebaut worden waren, von der Roten Armee eingesetzt. Auch auf Seiten der Interventen wurden Propellerschlitten verwendet, im Fernen Osten von den Japanern, im Norden von den Briten. Auch Koltschaks Truppen in Sibirien verwendeten Propellerschlitten.
Im Winter 1918/19 wurde der Bedarf der Roten Armee für diese geländegängigen Propellerschlitten besonders spürbar, da der Eisenbahntransport zunehmend schwieriger wurde. Eines der erfolgreichsten Projekte für einen Propellerschlitten wurde von Ingenieur A. S. Kusin (russisch А. С. Кузин) vorgestellt. Zur Beurteilung seiner Konstruktion wurde eine Kommission eingesetzt, der Nikolai Schukowski, Wladimir Wetschinkin, Boris Stetschkin und Andrei Tupolew angehörten.
Auf Vorschlag von Schukowski wurde unter dem Namen „KOMPAS“ („КОМПАС“) eine Kommission zur Durchführung von wissenschaftlichen Forschungsarbeiten zur Schaffung neuer Typen von Propellerschlitten eingerichtet.
Im September 1919 wurde zehn neue Propellerschlitten gebaut. Anfang 1920 begann die Serienfertigung des Propellerschlittens „Be-Ka“ („Бе-Ка“), nach einem Entwurf von Brilling und Kusin. Ein Teil dieser Propellerschlitten wurde an der Front bei Kampfhandlungen eingesetzt. Drei dieser Propellerschlitten wurden 1921 bei der Niederschlagung des Kronstädter Matrosenaufstandes eingesetzt. Sie waren mit einem Maschinengewehr ausgerüstet und unterstützen den Angriff der Roten Armee auf die Festung, indem sie das Feuer der Festungsbatterien auf sich zogen.

## Produktion verschiedener Varianten

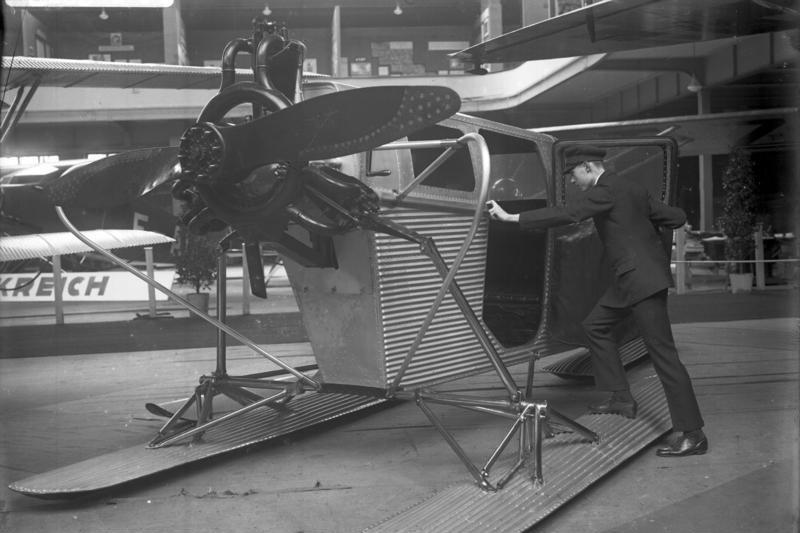
Propellerschlitten für den Passagierdienst in der Sowjetunion (1930)

Nach dem Russischen Bürgerkrieg wurden die Aerosani weiter hergestellt. Bis 1939 wurden von den Konstruktionsbüros NAMI (russisch Центральный научно-исследовательский автомобильный и автомоторный институт, „Zentrales Wissenschaftlichen Forschungsinstitut für Automobile und Automotoren“ – also ein staatliches wissenschaftliches Forschungsinstitut, NII) und ZAGI über 20 verschiedene Modelle realisiert. Die Abteilung für den Bau von Gleitbooten und Aerosani (ОСГА OSGA) schuf 1932 mehrere Varianten eines Propellerschlittens.
1934 wurde diese Organisation in den Spezialbetrieb „Lessudomaschstroj“ („Лессудомашстрой“) umgewandelt, der die Serienproduktion der Propellerschlitten der Serie NKL („НКЛ“) aufnahm, Chefkonstrukteur war N. A. Andrejew. Ab 1937 wurde der NKL-16 gebaut und ab 1941 der NKL-26, der auf dem NKL-6 (OSGA-6) basierte.
Im gleichen Jahr wurde in Gorki (heute Nischni Nowgorod) im Betrieb „Roter Metallarbeiter“ (Красный металлист Krasny metallist) die Produktion der Propellerschlitten KM aufgenommen, Chefkonstrukteur war M. W. Weselowskij (М. В. Веселовский).
Während des Sowjetisch-Finnischen Krieges (1939/40) war der Einsatz von Propellerschlitten bei der Roten Armee weit verbreitet. Das waren hauptsächlich die Serienmodelle ZAGI-ANT-IV (ЦАГИ-АНТ-IV, Konstrukteur: Andrei Tupolew) und OSGA-NKL-6
(ОСГА-НКЛ-6, Konstrukteur: N. A. Andrejew). Sie waren mit einem auf einem Drehgestell montierten Maschinengewehr ausgerüstet. Diese Propellerschlitten nahmen an Kampfhandlungen teil und wurden für Patrouillen im freien Gelände und für Bewachungsaufgaben eingesetzt. Wegen ihrer großen Geschwindigkeit und Wendigkeit waren die Propellerschlitten sehr effektiv beim Aufspüren von Feuerstellungen und zur Feuerkorrektur für den vorgeschobener Artilleriebeobachter. Speziell für den schnellen Transport von Schwerverletzten wurden die Propellerschlitten NKL-6S (НКЛ-6С) eingesetzt, das „S“ steht für „sanitarny“ (medizinisch). Weiterhin gab es speziell für die Arbeit der Stabsabteilung den NKL-38 und für Transportaufgaben an den Feldflugplätzen den NKL-12, mit denen Treibstoff in Fässern transportiert wurde, sowie Flugzeugmotoren und Flugzeugteile.

## Deutsch-Sowjetischer Krieg
Bereits wenige Tage nach Kriegsbeginn des Deutsch-Sowjetischen Krieges (1941 bis 1945) am 22. Juni 1941 hat der Rat für Arbeit und Verteidigung (russisch Совет Труда и Обороны) der sowjetischen Industrie die Aufgabe gestellt zuverlässige Aerosani für Kampf- und Transportaufgaben zu konstruieren und zu Winterbeginn mit ihrer Serienfertigung zu beginnen, um die Rote Armee für den kommenden Winter auszurüsten.
Gleichzeitig wurde innerhalb der Panzertruppen der Roten Armee eine spezielle Verwaltung geschaffen, die für die Organisation und die Ausrüstung spezieller Kampf- und Transportaerosani-Einheiten verantwortlich war. Die Propellerschlitten wurden massenhaft hergestellt. 1941 wurden bereits die ersten Aerosani-Bataillone aufgestellt und für wichtige Aufgaben eingesetzt.
Nach Entwürfen, die unter der Leitung von N. M. Andrejew und M. W. Weselowskij entstanden, wurden die neuen Kampf-Aerosani NKL-26 und RF-8 (РФ-8) produziert sowie die Transport-Aerosani NKL-16/41 (41 steht für das Modelljahr 1941) und später NKL-16/42 (42 steht für das Modelljahr 1942). Diese Modelle wurden Kampf- und Transportaerosani-Einheiten übergeben und Ende Dezember 1941 und Januar 1942 eingesetzt. Nach der Schlacht um Moskau mussten sich die deutschen Truppen Anfang 1942 von Moskau zurückziehen, nachdem sie der 16. Armee der sowjetischen Truppen unterlegen waren. Die 16. Armee setzte Dutzend von Kampf- und Transportaerosani-Bataillonen ein, die von Konstantin Rokossowski befehligt wurden. In seinen Memoiren erwähnt Rokossowski häufig die Rolle der Aerosani. Seit den 1960er Jahren wandelten sich die Aerosani von einem primitiven zu einem sich schnell entwickelnden, ausgereiften Transportmittel.

## Einsatz
Für militärische Zwecke wurden Aerosani erstmals 1915 eingesetzt, hauptsächlich als Transportmittel und für die Kommunikation. Im Winter 1939/40 hatte die Rote Armee einige Aerosani-Abteilungen, die in den Operationen gegen Finnland eingesetzt wurden, hauptsächlich für Verbindungszwecke zwischen den eigenen Einheiten, den Transport von Munition, Nahrungsmitteln, Treibstoffen und Verwundeten. Gelegentlich führten die Aerosani-Abteilungen Kampfaufträge aus – sie überfielen blitzartig feindliche Truppen, Stäbe und das feindliche Hinterland. Dabei folgten den Kampfaerosani gewöhnlich Aerosani, die Kämpfer auf Skiern absetzten.
Die Aerosani wurden jedoch im Deutsch-Russischen Krieg am zahlreichsten eingesetzt, besonders 1942/43. Zu dieser Zeit wurden sie erstmals in großer Zahl als Kampffahrzeug eingesetzt. Am erfolgreichsten war ihre Wirkung im offenen Gelände, an und auf Seen (Ladogasee, Ilmensee, Seligersee), auf zugefrorenen Flüssen, im Finnischen Meerbusen und an der Ostseeküste.
Die Aerosani-Abteilungen erfüllten folgen Aufgaben:
- Aerosani-Kampfbataillone (russisch Боевые аэросанные батальоны; kurz: басб basb)
  - militärische Aufklärung der Gegend und des Gegners
  - Bewachung der offenen Flanken der Infanterie- und Panzerverbände
  - Patrouillendienst zur Bewachung des Seeufers, welches nicht direkt von den Verbänden der Roten Armee besetzt war
  - Verfolgung des sich zurückziehenden Feindes im Zusammenwirken mit Ski-Infanterie-Einheiten
  - Bewachung von Kommandopunkten und Sicherstellung der Kommunikation
- Aerosani-Transportbataillone (Транспортные аэросанные батальоны, kurz тасб tasb)
  - Transport von Einheiten und Evakuierung von Verwundeten aus dem Kampfgebiet
  - Transport von Fracht und Waffen zum Kampfgebiet
  - Umsetzen und Transport von Maschinengewehr-Feuerpositionen, Minenwerfern und Panzerabwehrkanonen
  - Patrouille zur Bewachung von Abschnitten, die nicht von der Roten Armee besetzt wurden
  - Erzeugung eines Nebelvorhangs

## Ziviler Einsatz in der Sowjetunion in den 1950er bis 1980er Jahren
Im Experimental-Konstruktionsbüro Kamow wurde 1959 der Aerosani Sewer-2 (russisch Север-2 „Nord-2“) entworfen, von dem 100 Stück in Serie gefertigt wurden. Im Werk „Progress“ begann 1962 die Serienfertigung des noch ausgereifteren Modells Ka-30. Das Werk „Dalmaschsawod“ (Дальмашзавод) produzierte ab 1966 jährlich 25 bis 30 Aerosani. Die Aerosani Ka-30 konnten acht bis zehn Passagiere aufnehmen und wurden für den regulären Personen- und Warentransport (insbesondere Post) eingesetzt. Auch für medizinische Versorgungszwecke in schwer zugänglichen Gebieten Sibiriens, des Hohen Nordens und Kasachstans wurden Aerosani eingesetzt, um größere Entfernungen zu überbrücken. Einen Übergang zu einem Amphibienfahrzeug stellte der Typ Tupolew A-3 dar, bei dem es sich um eine Konstruktion mit einem schwimmfähigen Rumpf mit kufenartigen Vorsprüngen handelte. Von diesem Typ wurden über 800 Exemplare hergestellt.
Auch bei schlechtem Zustand der Verbindungswege haben sich die Aerosani bewährt: Schnee, Packeis oder Minustemperaturen unter −40 °C. Die Laufleistung der Aerosani betrug 12.000 bis 15.000 km je Jahr. Im Sommer wurden die Aerosani mit Schwimmkörpern ausgerüstet und auf Flüssen eingesetzt, auf sehr flachen, ansonsten nicht schiffbaren Flüssen – ähnlich einem Gleitboot. Nach Ablauf ihrer Lebensdauer wurden die Aerosani Ende der 1980er Jahre außer Dienst gestellt.

## Nachteile
Das Fahren auf sehr unebenem Gelände, auf Waldwegen und auf engen Straßen ist sehr schwer und manchmal unmöglich. Aerosani können sich auf engen Waldwegen mit häufigen Biegungen und steilen Anstiegen, auf Gelände mit vielen Baumstümpfen und dicken Ästen am Boden oder in Gebieten mit hohem Strauchbewuchs nur sehr langsam fortbewegen. In solchem Gelände brechen auch häufig die Luftschrauben oder die Kufen. Während der schnee- und eisfreien Jahreszeit ist kein Einsatz möglich.
Alternative Transportmittel für solch schweres und unzugängliches Gelände sind Schneemobile, Luftkissenfahrzeuge, Sumpfboote, Geländewagen, Amphibienfahrzeuge, Pistenraupen, Wasserflugzeuge, Hubschrauber oder Bodeneffektfahrzeuge.

## Klassifikation

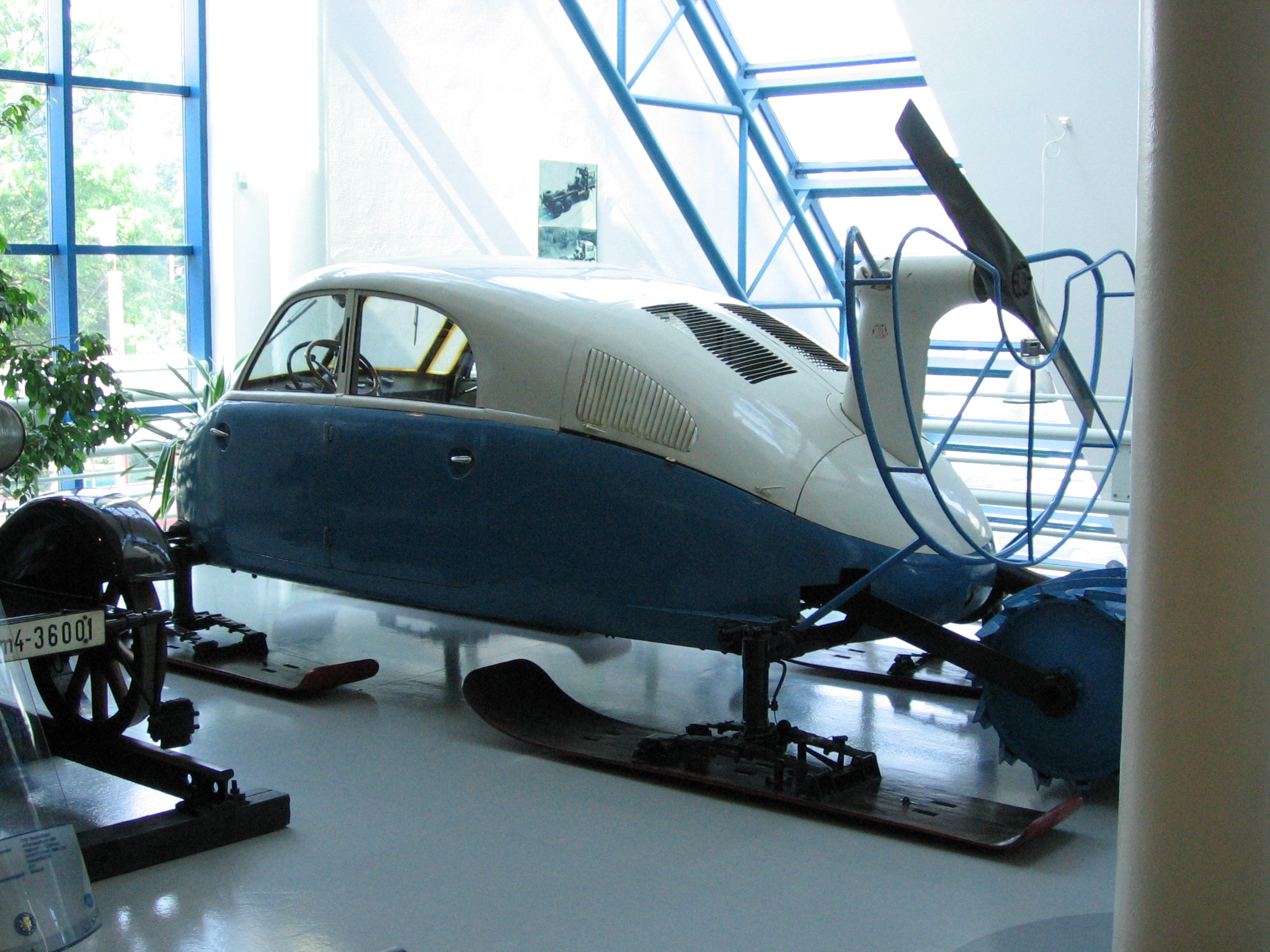
Tatra V 855

- NKL: NKL-6; NKL-6S; NKL-12; NKL-16; NKL-16/41; NKL-16/42; NKL-26; NKL-34; NKL-38;
- RF-8-GAS-98 (РФ-8-ГАЗ-98 oder РФ-8 (ГАЗ-98));
- Sewer-2;
- KA-30;
- KM-4;
- MS-1;
- ZAGI-ANT-IV;
- OSGA: OSGA (NKL)-6;
- ANT: ANT-IV;
- ASD-400;
- Arbes (Арбес);
- NRB (НРБ);
- Beka (Бека).